# クリスティアン・ムンジウ
クリスティアン・ムンジウ（Cristian Mungiu, 1968年4月27日 - ）は、ルーマニア出身の映画監督。

## 略歴
ルーマニア東部のヤシ出身。ヤシ大学で英文学を学んだ後、教師・ジャーナリストとして働く。その後ブカレスト大学で映画製作を学ぶ。1998年に卒業し、数本の短編映画を製作した後、2002年に『Occident』で長編デビューした。
2007年の『4ヶ月、3週と2日』が第60回カンヌ国際映画祭においてパルム・ドールを受賞し、世界的に知られるようになった。

## 作品

### 短編・オムニバス映画
- Corul pompierilor (2000) 監督・脚本
- Nicio întâmplare (2000) 監督・脚本
- Zapping (2000) 監督・脚本
- Lost and Found (2005) セグメント「Turkey Girl」、監督・脚本

### 長編映画
- Occident (2002) 監督・脚本
- 4ヶ月、3週と2日 4 Months, 3 Weeks and 2 Days (2007) 監督・脚本・製作
- Tales from the Golden Age (2009) 監督・脚本・製作
- 汚れなき祈り Beyond the Hills (2012) 監督・脚本・製作
- エリザのために Bacalaureat (2016) 監督・脚本・製作
- ヨーロッパ新世紀 R.M.N. (2022) 監督・脚本・製作